# René Carrière

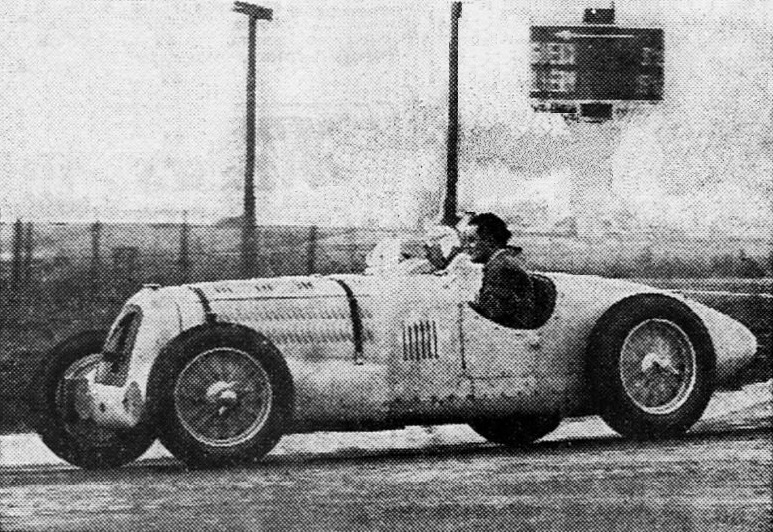
René Carrière am Steuer eines Talbot-Lago T150, bei einer Demonstrationsfahrt im Rahmen des Großen Preises von Frankreich 1938

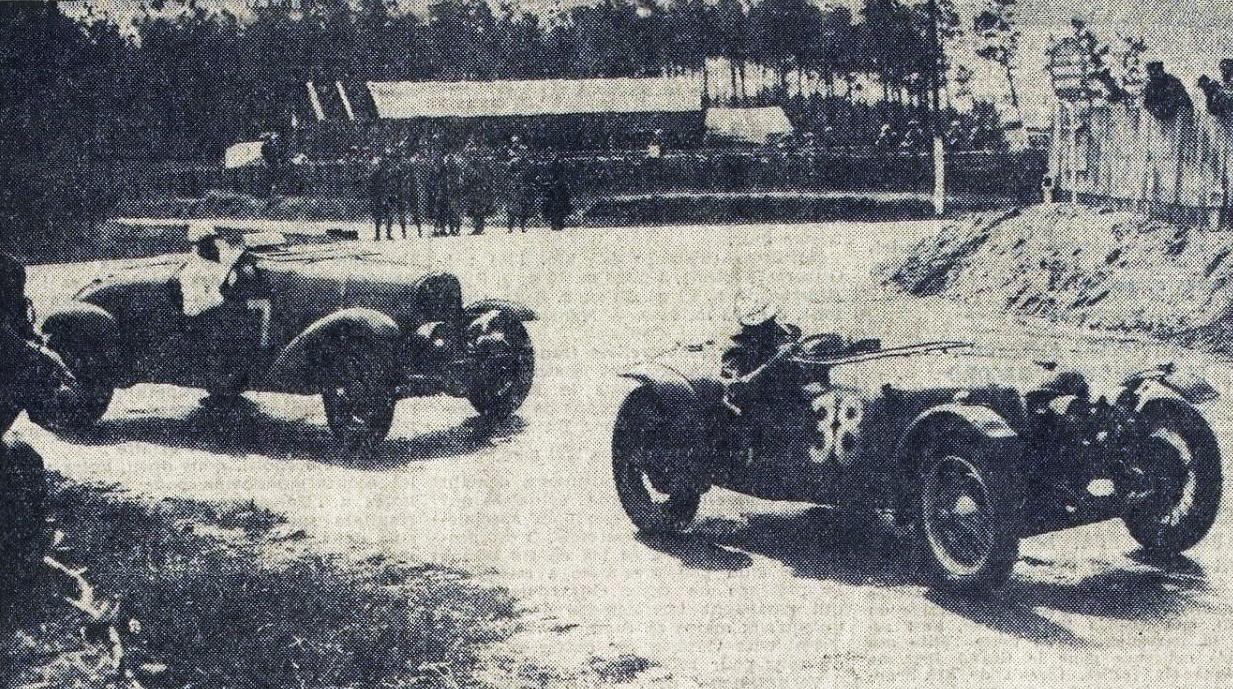
Der Riley Nine MPH Six Racing (rechts, Startnummer 38) von Jean Trévoux und René Carrière beim 24-Stunden-Rennen von Le Mans 1935

René Auguste Joseph Carrière (* 10. März 1911 in Marseille; † 22. März 1982 ebenda) war ein französischer Autorennfahrer.

## Karriere als Rennfahrer
René Carrière’s bedeutendster Erfolg bei einem Sportwagenrennen der 1930er-Jahre war der dritte Gesamtrang bei der Mille Miglia 1937. Inmitten vieler 8C- und 6C-Modelle von Alfa Romeo waren nur die beiden von der Scuderia Ferrari gemeldeten und von Carlo Maria Pintacuda und Giuseppe Farina gefahrenen 8C 2900A nach 1000 Meilen schneller als der Delahaye 135 CS von Laury Schell und René Carrière. Auch beim 24-Stunden-Rennen von Spa-Francorchamps 1936 kam Carrière als Gesamtdritter ins Ziel. Viermal startete er beim 24-Stunden-Rennen von Le Mans, wo seine beste Platzierung im Gesamtklassement der siebte Gesamtrang 1935 war, herausgefahren mit dem Teamkollegen Jean Trévoux im Riley Nine MPH Six Racing.  
Auch im Grand-Prix-Sport der 1930er-Jahre war er erfolgreich. Beim Großen Preis von Frankreich 1938 kam er hinter den drei Mercedes-Benz W 154 von Manfred von Brauchitsch, Rudolf Caracciola und Hermann Lang im Talbot-Lago T150 als Vierter ins Ziel. Der Talbot war ein Sportwagen-Modell und gegen die Mercedes-Grand-Prix-Wagen chancenlos. Carrière wurde im Schnitt alle sechs Umläufe überrundet. 
Ein schwerer Unfall beim Training zum Eifelrennen 1939 beendete seine Fahrerkarriere.

## Statistik

### Le-Mans-Ergebnisse
| Jahr | Team           | Fahrzeug                  | Teamkollege   | Platzierung | Ausfallgrund     |
| ---- | -------------- | ------------------------- | ------------- | ----------- | ---------------- |
| 1934 | Jean Trévoux   | Riley Nine Ulster Imp     | Jean Trévoux  | Rang 12     |                  |
| 1935 | Jean Trévoux   | Riley Nine MPH Six Racing | Jean Trévoux  | Rang 7      |                  |
| 1937 | Ecurie Bleue   | Delahaye 135CS            | Laury Schell  | Ausfall     | kein Öldruck     |
| 1938 | Luigi Chinetti | Talbot-Lago T150C         | René Le Bègue | Ausfall     | Kupplungsschaden |